# Provincia Tlemcen
Provincia Tlemcen (în arabă ولاية تلمسان) este o unitate administrativă de gradul I (wilaya) a Algeriei. Reședința sa este orașul Tlemcen.